# 阿姆斯特朗 (喬治亞州)
阿姆斯特朗（英語：Armstrong）是位於美國喬治亞州威爾克斯縣的一個鬼鎮。由於此地已於1905年被荒廢，本地已無人居住。

## 地理
阿姆斯特朗的座標為33°52′01″N 82°44′28″W / 33.86694°N 82.74111°W，而該地的平均海拔高度為182米（即597英尺）。